# Christuskirche (Hamburg-Hamm)

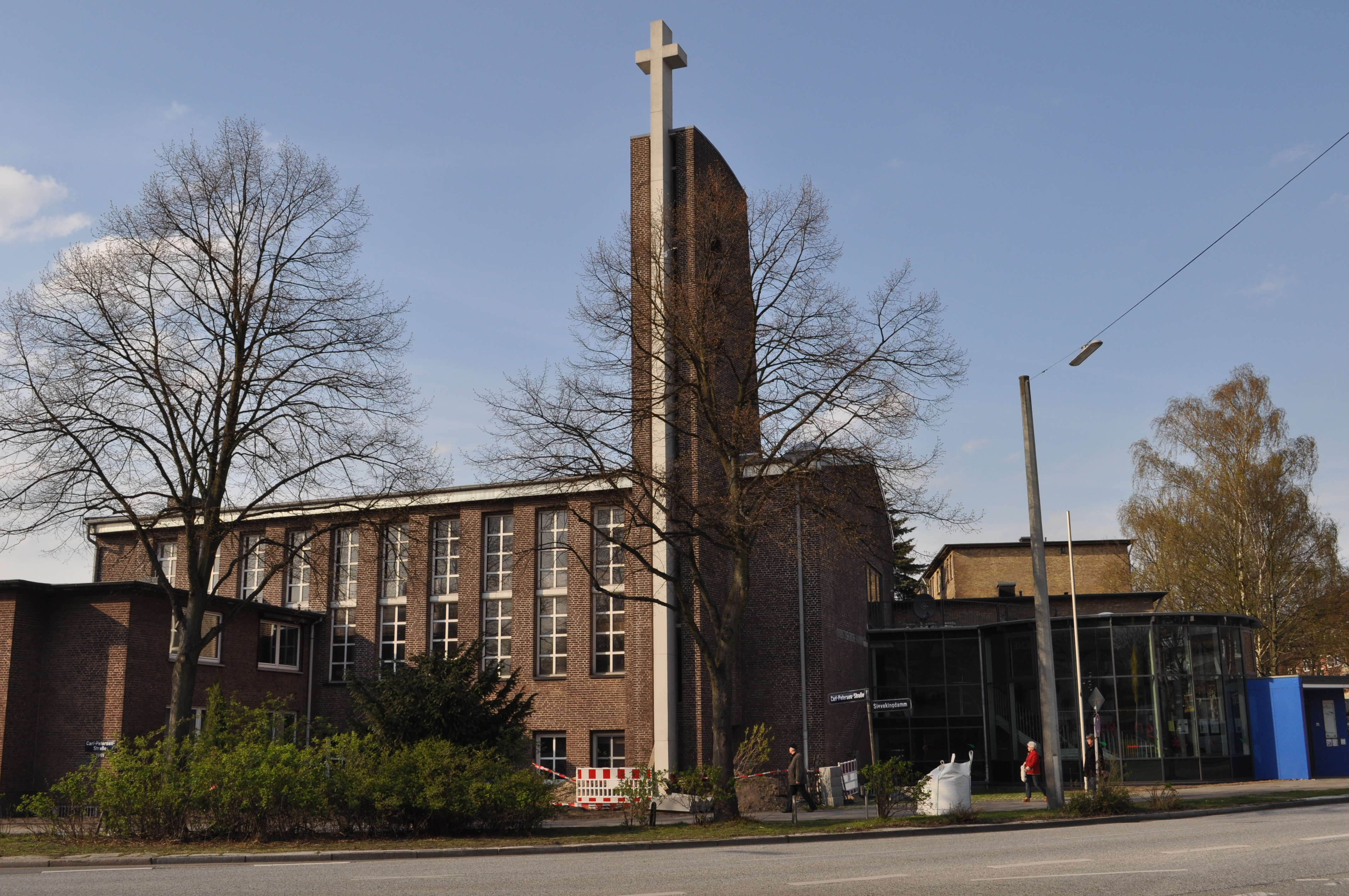

Die Christuskirche in Hamburg-Hamm ist ein evangelisch-methodistisches Kirchengebäude aus den späten 1950er-Jahren, das unter Denkmalschutz steht.

## Geschichte
Die Christuskirche wurde 1957 bis 1958 zusammen mit dem benachbarten Ludwig-Nippert-Heim als Teil einer Wohnanlage der Neue-Heimat-Tochtergesellschaft Neues Heim errichtet. Sie ersetzte die im Zweiten Weltkrieg zerstörte Kirche am Brekelbaumspark. Die Einweihung erfolgte am 2. Advent 1958. Architekt war Helmut Lubowski, Bauherr die damalige Methodistenkirche, vertreten durch den Superintendenten Walter Zeuner, Bremen, der zur Einweihung als erster Gemeindepastor seinen Dienst in der Christuskirche antrat. Heute ist das Kirchengebäude im Besitz der Evangelisch-methodistischen Kirche (EmK). Die Christuskirche ist das größte Kirchengebäude der EmK in Hamburg, das zweitgrößte ist die Eben-Ezer-Kirche (Hamburg-Hoheluft-Ost).
Vom 24. bis 30. Juni 1968 fand die Vereinigungskonferenz der Methodistenkirche und der Evangelischen Gemeinschaft zur Evangelisch-methodistischen Kirche in Nordwestdeutschland in der Eilbeker Immanuelkirche und der Christuskirche Hamburg-Hamm statt. In der Regel werden die Superintendenten des Hamburger Distrikts, der in etwa Hamburg, Niedersachsen und Schleswig-Holstein umfasst, in feierlichen Gottesdiensten in der Christuskirche in ihr Amt eingeführt.
2004 wurde die Alfred-Führer-Orgel aus der benachbarten Kapernaumkirche in Horn in die Christuskirche versetzt. Einweihungstag war der 2. Advent 2004. Das zweimanualige Instrument (24 Register) ersetzte eine 1967 gebaute Ebner-Orgel, die zunächst in der Eilbeker Immanuelkirche stand und mit der Fusionierung der beiden Gemeinde in die Christuskirche versetzt worden war.
2007 nahm die Kulturbehörde die Christuskirche in die Ausstellung Baukunst von morgen in der Freien Akademie der Künste auf. Über diese Ausstellung ist ein Katalog erschienen.

## Vorgeschichte der Christuskirche HH-Hamm
Die Christuskirche ist nicht das erste Kirchengebäude der Gemeinde, als deren Gründung die Aufnahme der ersten Glieder in die Bischöfliche Methodistenkirche in Hamburg am 16. Februar 1852 durch Carl-Heinrich Doering (1811–1897) gilt. Sie war zunächst in einer wahren Wanderschaft durch Hamburgs Innenstadt in zahlreichen Miet-Unterkünften beheimatet: ABC-Straße, Katharinenstraße, Helbings Speicher in St. Pauli, Johannisbollwerk, Teilfeld, Deichstraße, Jägerplatz, Königsstraße, Brunnenstraße. Diese Wanderschaft belastete die Gemeinde sehr, aber aufgrund von Geldmangel konnte zunächst keine eigene Kirche gebaut werden.
Die Gemeinde verdankt ihre erste eigene Kirche der Initiative von Prediger Carl Fischkorn, der 1878 aus eigenen Mitteln ein Haus im Kleinen Kirchenweg 10 (später Hausnummer 15), St. Georg, gekauft hatte. Erst 1885 fand die Bischöfliche Methodistenkirche zu der Entscheidung, dieses Gebäude, das längst zum Zentrum der methodistischen Arbeit in Hamburg geworden war, zu kaufen. Auf dem Grundstück wurde neben dem Wohnhaus eine Kirche für bis zu 300 Personen gebaut und am 28. Februar 1886 eingeweiht.
Die Arbeit hatte sich seit 1878 so gut entwickelt, dass 1886 die Diakonissen ein eigenes Schwesternheim am Grindelberg 15a (heute: Diakoniewerk Bethanien Hamburg) erhielten und 1897 in Eppendorf die erste sowie 1910 in Barmbek die zweite Tochtergemeinde gegründet wurden.
Am 1. Dezember 1922 kaufte die Gemeinde in der damaligen Mittelstraße (heute Carl-Petersen-Straße) ein Wohnhaus mit 24 Wohnungen und zwei Läden. Zunächst sollte im Garten des Gebäudes eine neue Kirche gebaut werden, um die zu klein gewordene und renovierungsbedürftige Kirche am Kirchenweg zu ersetzen. Außerdem belasteten die sozialen Verhältnisse in St. Georg die Gemeindearbeit so sehr, dass der Vorstand erklärte, die Verantwortung, „unsere Jugend dorthin kommen zu lassen, nicht mehr tragen zu können“. Die Weltkriegs-bedingte Inflation machte dieses Vorhaben jedoch zunichte, sodass zunächst nur die Kirche im Kirchenweg renoviert werden konnte.
Am 2. Juni 1926 kaufte die Gemeinde dann ein Grundstück am Brekelbaums Park 19 in Borgfelde und baute umgehend eine neue Kirche, die am 13. Februar 1927 eingeweiht wurde. Im selben Jahr wurde mit der Gemeinde Wilhelmsburg die dritte Tochtergemeinde abgetrennt und erhielt eine eigene Unterkunft.
Ende Juli 1943 wurde dann die Kirche am Brekelbaums Park im Bombenhagel der „Operation Gomorrha“ zerstört. Die Gemeinde wurde zunächst völlig zerstreut und sammelte sich erst ab dem 6. Juni 1948 als Gast im Haus des CVJM an der Alster wieder. Im Februar 1950 wurde sie in ihrer Tochtergemeinde Barmbek aufgenommen, deren ebenfalls zerstörter Saal bereits am 7. November 1948 durch einen Wiederaufbau ersetzt werden konnte.
Mit der Aufnahme der Gemeinde in Barmbek war jedoch die Frage verbunden, ob damit die ursprünglich in St. Georg und später in Borgfelde beheimatete Kern-Gemeinde der Methodisten in Hamburg aufgelöst werden sollte oder ob eine neue Heimat für diese Gemeinde zu suchen sei. Superintendent Emil Schulz kommentierte damals: Mit der Verschmelzung der beiden Gemeinden „wäre nicht nur eine traditionsreiche Gemeinde sang- und klanglos eingegangen, sondern der Methodismus in Hamburg hätte auch eine wichtige Position zur Ausübung seines Dienstes in der wieder aufblühenden Stadt Hamburg preisgegeben. Dieses vor der Geschichte verantworten zu wollen, wäre ein unmögliches Unterfangen.“ Ab 1951 fanden wieder Gottesdienste für diese Gemeinde statt – in einer Schulaula in Hasselbrook. Am 7. Dezember 1958 wurde dann die Christuskirche in der Carl-Petersen-Straße eingeweiht – als „überregionales Zentrum für die methodistische Kirche im Großraum Hamburg“ (Karl-Heinz Voigt).

## Baubeschreibung
Die Kirche bildet zusammen mit zwei angrenzenden Wohnungen einen Gebäudeverbund, der als Ganzes unter Denkmalschutz steht. Der Sakralraum liegt etwa zwei Meter über dem Straßenniveau; im Souterrain liegen die Gemeinderäume. Seit 2003 verbindet ein Lift die beiden Etagen. Auffällig ist der 22 m hohe Turm.
Besondere Aufmerksamkeit erhielt die Christuskirche wegen des für damalige Verhältnisse mutigen Einsatzes von elektronischen Komponenten. So gab es statt einer Pfeifenorgel eine elektronische Orgel, und statt eines Glockengeläuts wurden im Turm zwölf Lautsprecher montiert; der Klang der Glocken wurde von einem Tonband erzeugt. Diese technischen Neuerungen haben sich aber nicht bewährt, und daher erklingt statt einer elektronischen Orgel heute eine Pfeifenorgel, und das elektronische Geläut wurde außer Dienst gestellt.
Ursprünglich war im Souterrain neben den zwei Gemeindesälen auch eine Kindertagesstätte untergebracht, die aber in den 1970er Jahren aufgelöst wurde.
In den Jahren 2009/2010 erfolgte eine grundlegende Renovierung und Erweiterung der Christuskirche. Das Gebäude wurde um eine gläserne Rotunde als neuem Haupteingang ergänzt (Architekt: Johannes Lupp). Die Empore wurde in einen Mehrzweckraum umgebaut; eine neue, kleinere Empore wurde eingefügt. Zudem erhielt die Christuskirche eine neue Haus- und Medientechnik und erfüllt nun weitgehend die neuen Umwelt- und Sicherheitsauflagen.

## Veröffentlichungen
- Neue Heimat Monatshefte 11/1956
- Bauwelt 37/1956
- Peter Krieger. Wirtschaftswunderlicher Wiederaufbau-Wettbewerb. Architektur und Städtebau der 1950er Jahre in Hamburg. Universität Hamburg: Dissertation 1999
- Baukunst von morgen. Hamburgs Kirchen der Nachkriegszeit. Hrsg. Denkmalschutzamt Hamburg. Hamburg: Dölling & Galitz 2007
- Karl Heinz Voigt: Das Ringen der Methodisten in der Großstadt Hamburg. Die schwierigen Anfänge der Gemeindebildung in Deutschlands zweitgrößter Stadt und Schritte zu eigenen Kapellen und Kirchen. Vortrag aus Anlass der Feier "50 Jahre Christuskirche Hamburg-Hamm" am 6. Dezember 2008